# Psilochalcis mathuraensis
Psilochalcis mathuraensis is een vliesvleugelig insect uit de familie bronswespen (Chalcididae). De wetenschappelijke naam is voor het eerst geldig gepubliceerd in 2011 door Narendran & Khan.